# ملعب ماريو ألبيرتو كيمبس
ملعب قلعة كاريراس الأولمبي من كبرى ملاعب مقاطعة قرطبة في الأرجنتين بدأ بناءها عام 1976 تحضيرا لكأس العالم لكرة القدم 1978 واقيمت عليه مباريات المجموعة ب واولها كانت بين منتخب المكسيك لكرة القدم ومنتخب ألمانيا لكرة القدم في 6 يونيو 1978.